# Liste der Monuments historiques in Berson
Die Liste der Monuments historiques in Berson führt die Monuments historiques in der französischen Gemeinde Berson auf.

## Liste der Bauwerke
| Bezeichnung             | Beschreibung                  | Standort | Kennzeichnung | Schutzstatus | Datum | Bild |
| ----------------------- | ----------------------------- | -------- | ------------- | ------------ | ----- | ---- |
| Kirche St-Saturnin      | Erbaut ab dem 12. Jahrhundert | (Lage)   | PA00083143    | Classé       | 1909  |      |
| Festes Haus von Boisset | Erbaut ab dem 15. Jahrhundert | (Lage)   | PA33000056    | Inscrit      | 2002  |      |

## Liste der Objekte
| Bezeichnung | Beschreibung          | Standort                         | Kennzeichnung | Schutzstatus | Datum | Bild |
| ----------- | --------------------- | -------------------------------- | ------------- | ------------ | ----- | ---- |
| Glocke      | Bronze, 1590 gegossen | in der Kirche St-Saturnin (Lage) | PM33000087    | Classé       | 1942  |      |